# 縣神社 (大網白里市)
縣神社（あがたじんじゃ）は、千葉県大網白里市（上総国山武郡）にある神社。旧社格は村社。

## 祭神
大日孁尊（オオヒルメノミコト）、橘比賣命（タチバナヒメノミコト）、譽田別命（ホンダワケノミコト）を祭神とする。

## 由緒
当社は、創立年月は不明であるが、第13代成務天皇の代に、当時の地方官庁である縣主が奉仕した神社であると伝承されている。その後、長享2年（1488年）に酒井定隆が土気城を再建した際、鬼門除けとして北東方向の当地に建てられた。以後、酒井氏の守護神として崇め祀られた。
徳川氏の治領下に入ってからは、天正19年の徳川家康を始めとして、徳川氏代々より5石の御朱印領を寄進された山武郡内唯一の神社である。
文化13年、野火のため消失したが、天保14年に再建された。昭和53年には千葉県から規範神社に指定されている。
縣神社の大杉は大網白里市の天然記念物に指定されている。住所は大網白里市土気飛地1876番であるが、これはかつてこの神社が土気町（現千葉市緑区）の飛地であったことに由来する。

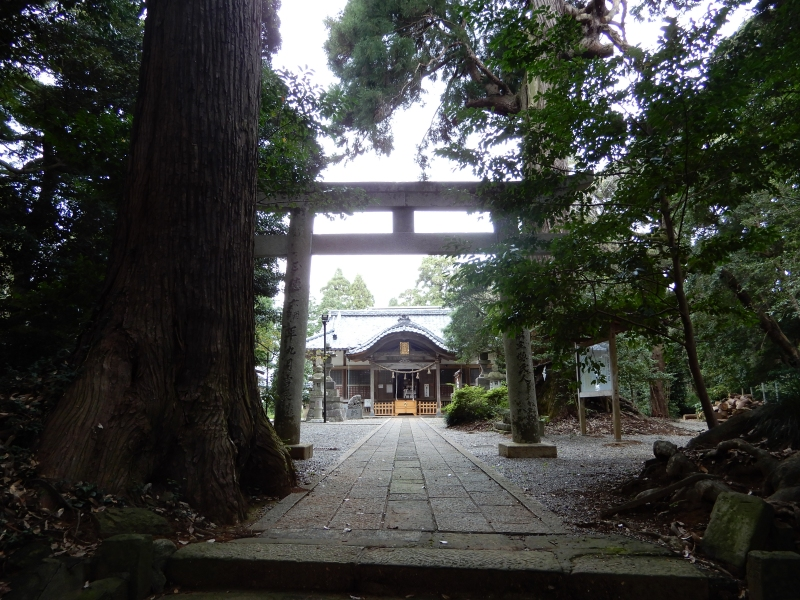
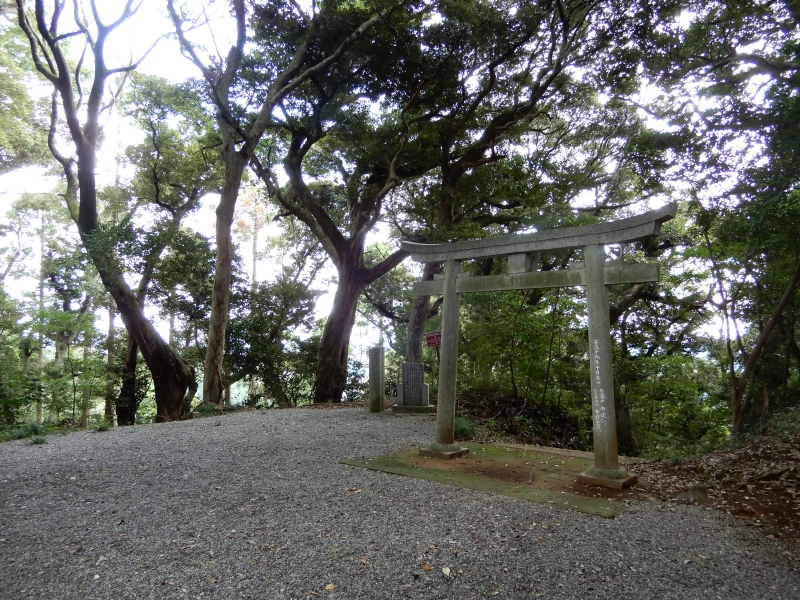
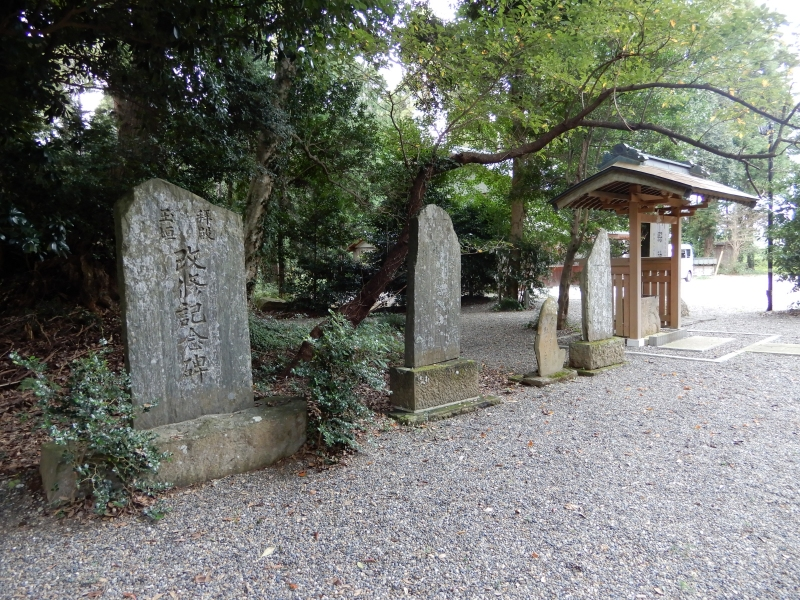

## 文化財
- 千葉県指定文化財
  - 板絵馬著色武者絵

## アクセス
JR外房線ほか　大網駅より季美の森行きバス　季美の森入口下車　徒歩6分